# Beur FM
Cet article concerne la station de radio. Pour la chaîne de télévision, voir Beur TV.
Pour l’article homonyme, voir Beur.
Beur FM est une radio communautaire française de type « thématique nationale » créée en 1992. Elle dispose de 18 fréquences FM en France et émettant depuis 2014 sur la Radio numérique terrestre à Paris, Marseille et Nice.

## Histoire
Beur FM est membre des Indés Radios et du SIRTI[réf. nécessaire].
Le fondateur et PDG de Beur FM, Nacer Kettane avait été en 1981 l'un des créateurs de la radio libre associative Radio Beur, notamment avec le journaliste Khaled Melhaa.
La radio connaît des problèmes financiers. En février 2014, le CSA adresse une mise en demeure à la suite des constats de non-diffusion sur plusieurs sites d'émissions (Aix en provence, Alès, Carcassonne, Creil, Grenoble, Le Mans, Mantes la jolie, Saint Etienne et Troyes).
À la suite des attentats de janvier 2015 en France, Beur FM fait l'objet d'un intérêt accru des médias français et étrangers[Pas dans la source].

## Audiences
Durant la période de septembre à décembre 2015, Beur FM enregistre de très bons scores d'audience et gagne 55 000 auditeurs soit plus de 118 000 accumulé, et bat notamment des records d'audience dans certaines villes françaises comme à Toulouse.

## Émissions
Parmi les émissions Les Z'informés qui selon Marianne « bénéficie d'une grande popularité dans les « quartiers » »,, L'Islam au présent, Confidences et de nombreuses émissions musicales comme Happy Beur / Power Raï et sportives comme Fou de foot.

## Voix off
- ? - 2013 : Claude Naslot[10]
- 2014 - : ?

## Polémiques
En août 2018, un article intitulé "Le saviez-vous? Le fer de la Tour Eiffel vient d'Algérie!" paraît sur le site de la station et créé une polémique sur les réseaux sociaux notamment Facebook et TikTok en enflammant le sujet déjà sensible des relations Franco-algériennes[réf. souhaitée].
De nombreux médias dont le Figaro, se saisissent alors de l'affaire afin de dénoncer le mensonge de la déclaration mais la polémique subsiste encore sur de nombreux forums de discussions ou sites partisans de l'Algérie, entretenant parfois sciamment l'incertitude de l'information,.